# Colombier (Saint-Barthélemy)
Colombier is een dorp en strand in Saint-Barthélemy. Het bevindt zich ongeveer 4 km ten noordwesten van de hoofdplaats Gustavia. Ten noorden van het dorp ligt er geen weg, en bevindt zich alleen de villa van David Rockefeller en het strand Anse de Colombier.

## Villa Rockefeller
In 1957 kocht David Rockefeller een gebied van 27 hectare voor de bouw van een villa in Colombier. Het was de eerste luxe villa op het eiland, en zette een trend. Het terrein werd later vergroot tot 98 hectare. Rockefeller en zijn vrouw bewoonden de villa gemiddeld een weekend per jaar.
In 1983 werd de villa verkocht aan Amerikaanse investeerders voor verbouwing tot hotel, maar het bleef bij plannen. Een andere kleinere villa van Rockefeller in Gouverneur was in 2020 eigendom van Roman Abramovitsj, maar ontwikkeling van het gebied rond de villa in Colombier is moeilijker, omdat het in een natuurgebied ligt. In 2020 was toestemming verleend voor de herontwikkeling van 1,4 hectare, maar de bestaande gebouwen moeten in originele staat worden hersteld.

## Anse de Colombier
Anse de Colombier (ook: Colombier Beach) is een strand aan de lijzijde in het uiterste noordwesten van Saint-Barthélemy. Het wordt beschouwd als een van de mooiste stranden van het eiland. Het strand is niet via de weg te bereiken, en kan per boot of via wandelpaden worden bereikt. Het is een onderdeel van het natuurreservaat van Saint-Barthélemy.
Er zijn twee wandelpaden die naar Anse de Colombier leiden. In beide gevallen zijn er geen voorzieningen of bewoning in het gebied, en zijn drinkwater, hoeden, en goede schoenen noodzakelijk. De schilderachtige route is vanaf het einde van de weg in het dorp Colombier. Halverwege gaat het pad over de Grande Roche die bij helder weer uitzicht geeft op Sint Maarten. Een eenvoudiger wandelpad begint bij het strand Petite Anse en volgt de kust. Onderweg komt men wilde geiten, schildpadden en leguanen tegen.
Anse de Colombier is een baai met rustig water, rotsformaties en een lang strand. In het midden van de baai bevindt zich een zeegrasgebied dat bezocht wordt door soepschildpadden en veel vissoorten. Het is daardoor geschikt voor snorkelen en duiken. Er zijn geen voorzieningen op het strand, en er is weinig schaduw.

## Galerij

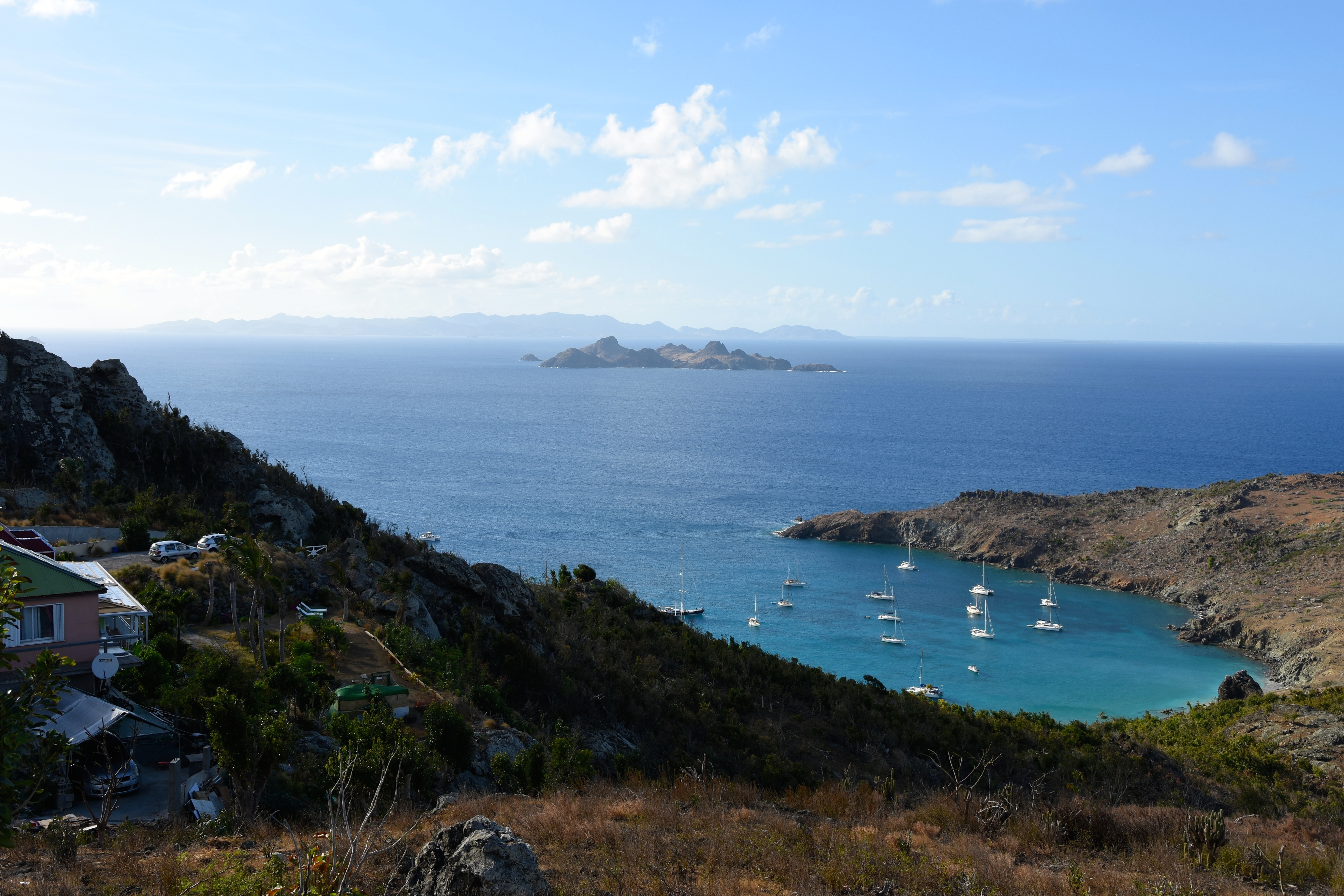
Zicht op het strand vanaf Colombier
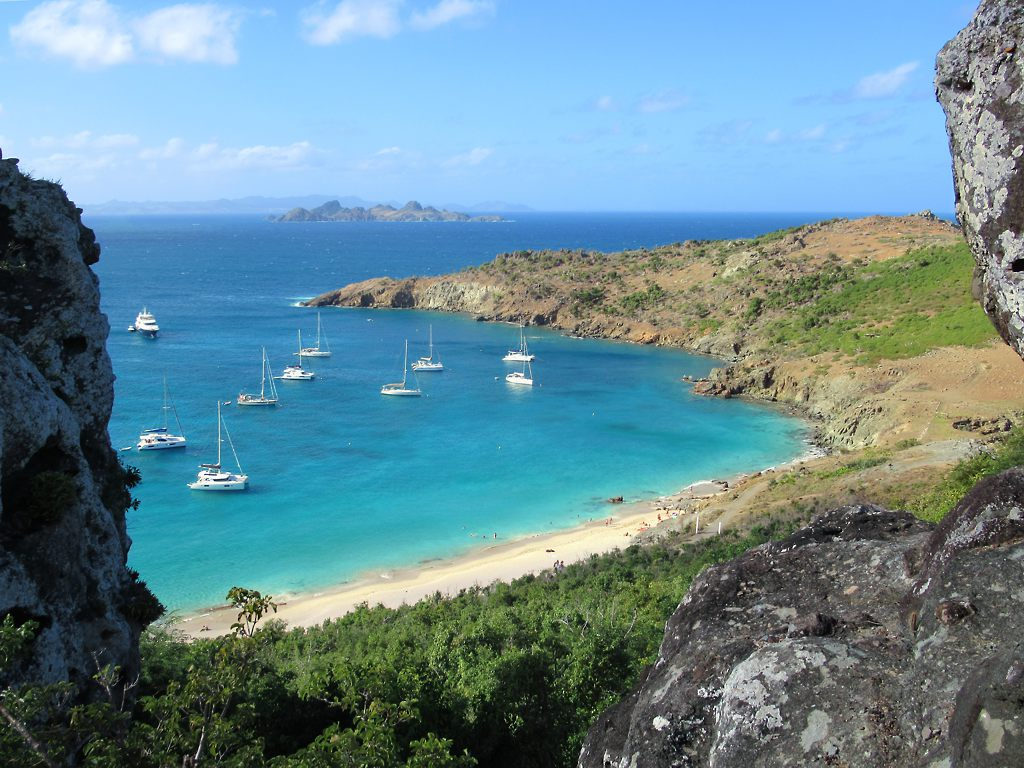
Anse de Colombier
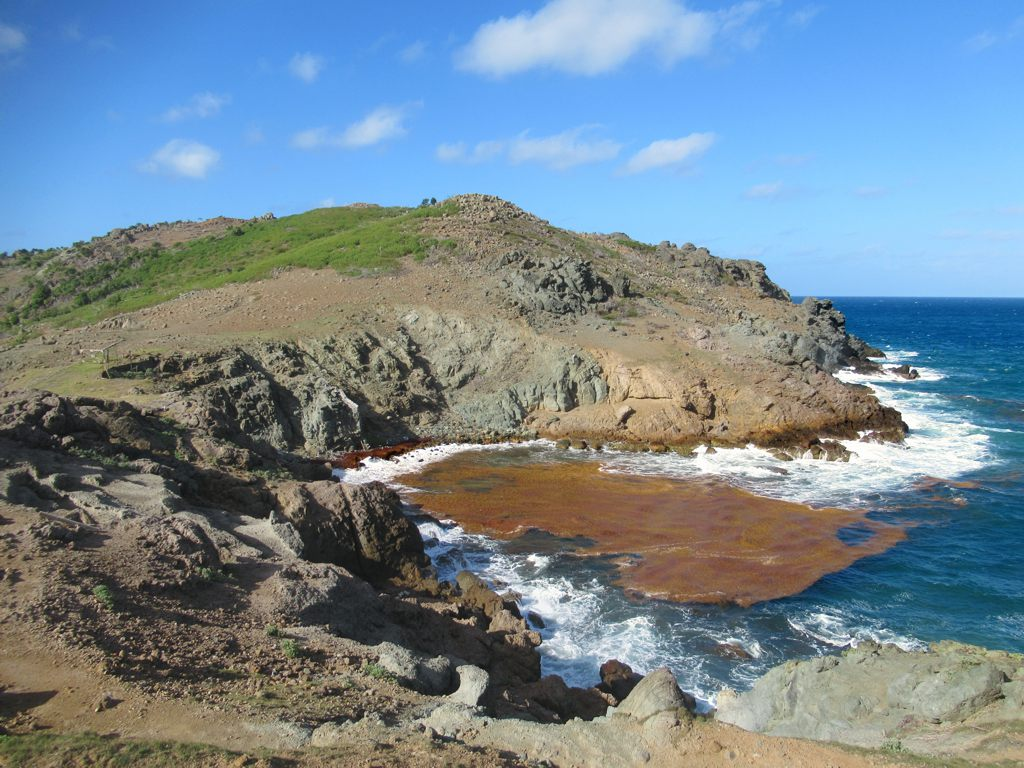
Landtong van Colombier

Colombier · Corossol · Gouverneur · Gustavia · Lorient · Saint-Jean
Anse de Colombier · Anse de Gouverneur · Anse de Grande Saline · Anse de Toiny · Plage de Saint-Jean · Shell Beach